# Сборная Молдовы по шахматам
Сборная Молдовы по шахматам представляет Молдавию на международных шахматных турнирах. Контроль и организацию осуществляет Федерация шахмат Республики Молдова. Наивысший рейтинг сборной — 2604 (2012).

## Международные турниры
| Шахматная олимпиада | Шахматная олимпиада | Шахматная олимпиада |
| Год                 | Город               | Место               |
| ------------------- | ------------------- | ------------------- |
| 1992                | Манила              | 35 место            |
| 1994                | Москва              | 41 место            |
| 1996                | Ереван              | 45 место            |
| 1998                | Элиста              | 37 место            |
| 2000                | Стамбул             | 35 место            |
| 2002                | Блед                | 31 место            |
| 2004                | Кальвиа             | 36 место            |
| 2006                | Турин               | 18 место            |
| 2008                | Дрезден             | 43 место            |
| 2010                | Ханты-Мансийск      | 28 место            |
| 2012                | Стамбул             | 19 место            |
| 2014                | Тромсё              | 53 место            |
| 2016                | Баку                | 35 место            |

| Командный чемпионат Европы | Командный чемпионат Европы | Командный чемпионат Европы |
| Год                        | Город                      | Место                      |
| -------------------------- | -------------------------- | -------------------------- |
| 1992                       | Дебрецен                   | 17 место                   |
| 2011                       | Порто Каррас               | 18 место                   |
| 2015                       | Рейкьявик                  | 14 место                   |
| 2017                       | Крит                       | 29 место                   |
| 2019                       | Батуми                     | 29 место                   |

## Статистика
| Турнир                     | Участий | Годы             | Лучший результат |
| -------------------------- | ------- | ---------------- | ---------------- |
| Шахматная олимпиада        | 11      | 1992—2012        | 18 место (2006)  |
| Командный чемпионат Европы | 3       | 1992, 2011, 2015 | 14 место (2015)  |

## Состав сборной

### Игроки
За сборную в разные годы участвовали 16 шахматистов: Юлиан Балтаг, Виорел Бологан, Сергей Ведмедиуц, Виорел Иордэкеску, Борис Иткис, Виктор Комляков, Владислав Неведничий, Дориан Рогозенко, Василе Сандуляк, Дмитрий Светушкин, Вячеслав Словиняну, Руслан Солтанич, Герман Титов, Владимир Хамицевич, Алексей Хрущёв, Вадим Чернов.

### Состав сборной 2012
| Доска           | Шахматист         | Рейтинг |
| --------------- | ----------------- | ------- |
| 1-я             | Виорел Бологан    | 2734    |
| 2-я             | Виорел Иордэкеску | 2645    |
| 3-я             | Дмитрий Светушкин | 2569    |
| 4-я             | Сергей Ведмедиуц  | 2468    |
| резервная       | Юлиан Балтаг      | 2396    |
| Сборная Молдовы | Сборная Молдовы   | 2604    |

### Гвардейцы
Чаще других за сборную выступали:
- Виорел Бологан — 12 турниров,
- Виорел Иордэкеску — 10 турниров.
- Дмитрий Светушкин — 8 турниров.

### Трансферы
| Ушли                 | Ушли    | Ушли |
| Шахматист            | Куда    | Год  |
| -------------------- | ------- | ---- |
| Владислав Неведничий | Румыния | 1994 |
| Дориан Рогозенко     | Румыния | 2000 |